# フォトフォン

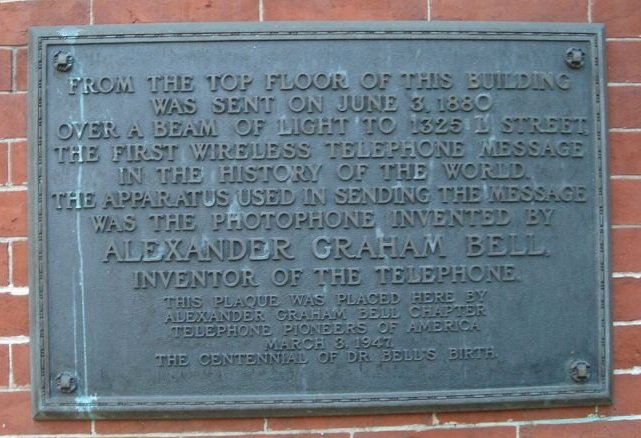
ワシントンD.C.のフランクリン・スクールの側面に設置された、フォトフォンの実験が行われた場所を示す銘板

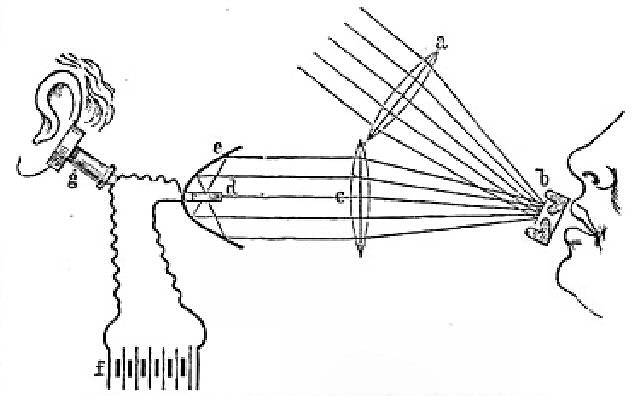
ベルが1880年に発表した論文に掲載された、フォトフォンの動作原理図

フォトフォン（英語: photophone）は、光のビームで音声を伝送する通信機器である。仕組みは電話と似ているが、信号を電線ではなく変調された光で伝える。1880年にアレクサンダー・グラハム・ベルと助手のチャールズ・サムナー・テンターが共同で発明した。ベルとその助手は、約700フィート（約200メートル）離れた場所までフォトフォンで音声を送信した。

## 設計

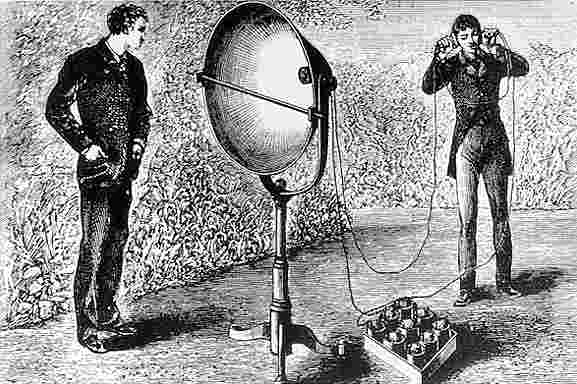
フォトフォンの受信装置

フォトフォンは電話の仕組みと似ているが、電話が電線で運ばれる変調された電気で音声を伝達するのに対し、フォトフォンは変調された光によって音声を伝達する。
ベルは、光変調について次のように説明している。
我々は、この柔軟な素材の平面鏡で構成される最も単純な装置が、その背後から話者の声を送り出す効果があることを発見した。声の作用で鏡が順番に凸と凹になり、光を散乱させたり凝縮させたりする。
そのため、受光器の位置から見た反射光の明るさは、鏡に作用する空気圧の音声周波数の変化（音波）に応じて変化することになる。
受光器は、当初は光音響効果を利用した非電子式だった。ベルは、光を直接音に変換できる物質がほかにも色々あることを発見した。その中でもランプブラックは優れていた。完全に変調された太陽光をテスト信号として使用し、ランプブラックを蒸着しただけの実験的な受信機で、装置に耳を近づけたときにベルが「痛いほど大きな音」と表現した音が出た。
最終的に使用した受光器は、放物面鏡の焦点にセレンを設置したものだった。 セレンの電気抵抗（約100 - 300Ω）は、光の当たり具合に反比例して変化する。薄暗いと抵抗が大きくなり、明るいと抵抗が小さくなる。このセレン受光器を電池、イヤホン、可変抵抗器を直列に接続し、セレンに当たる光の変化により回路を流れる電流が変化し、その電流をイヤホンで空気圧の変化（音）に変換する。
ベルは、1880年8月のアメリカ科学振興協会での講演で、光による音声伝送の最初のデモンストレーションは、1878年秋にロンドンのA・C・ブラウンが行ったものだと述べている。
フランスの科学者エルネスト・メルカディエは、この装置の鏡が太陽の放射エネルギーを、可視光だけでなく赤外線帯域を含む複数の帯域で反射することから、この装置は「フォトフォン」（photophone: 光・音）ではなく「ラジオフォン」（radiophone: 放射・音）と名付けるべきだと提案した。ベルはしばらくこの名称を使っていたが、後に発明された電波を利用する電話である「ラジオフォン」とは別のものである。

## 世界初の無線音声通信の成功

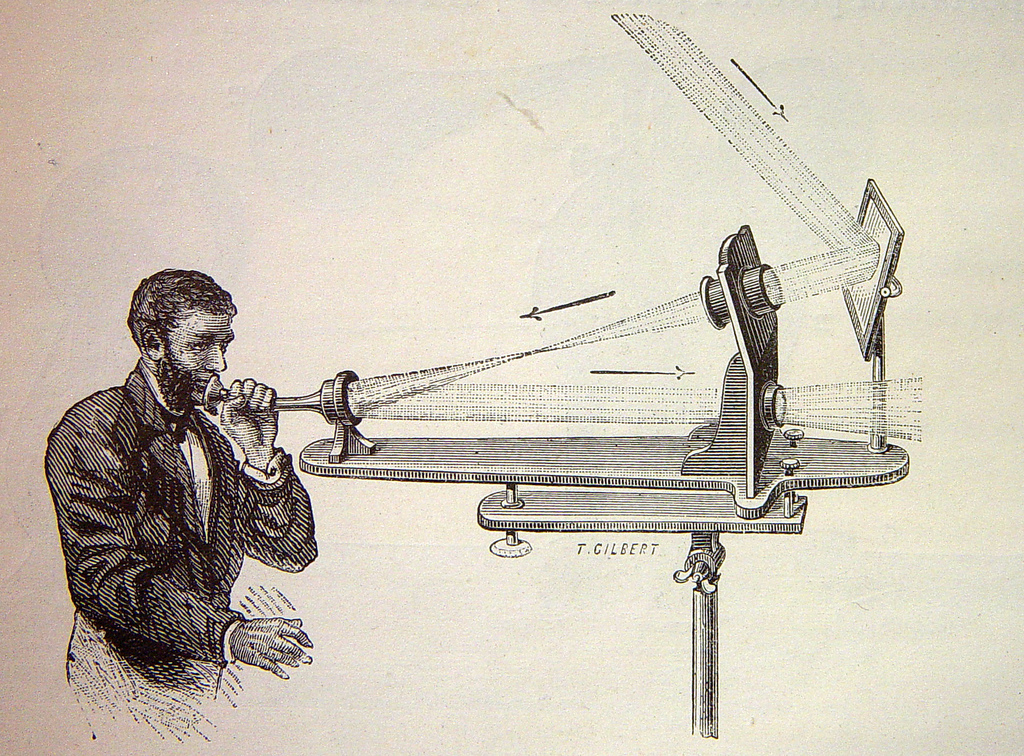
フォトフォンの送信機の図。矢印は、変調前と変調後の反射光の経路を示している。

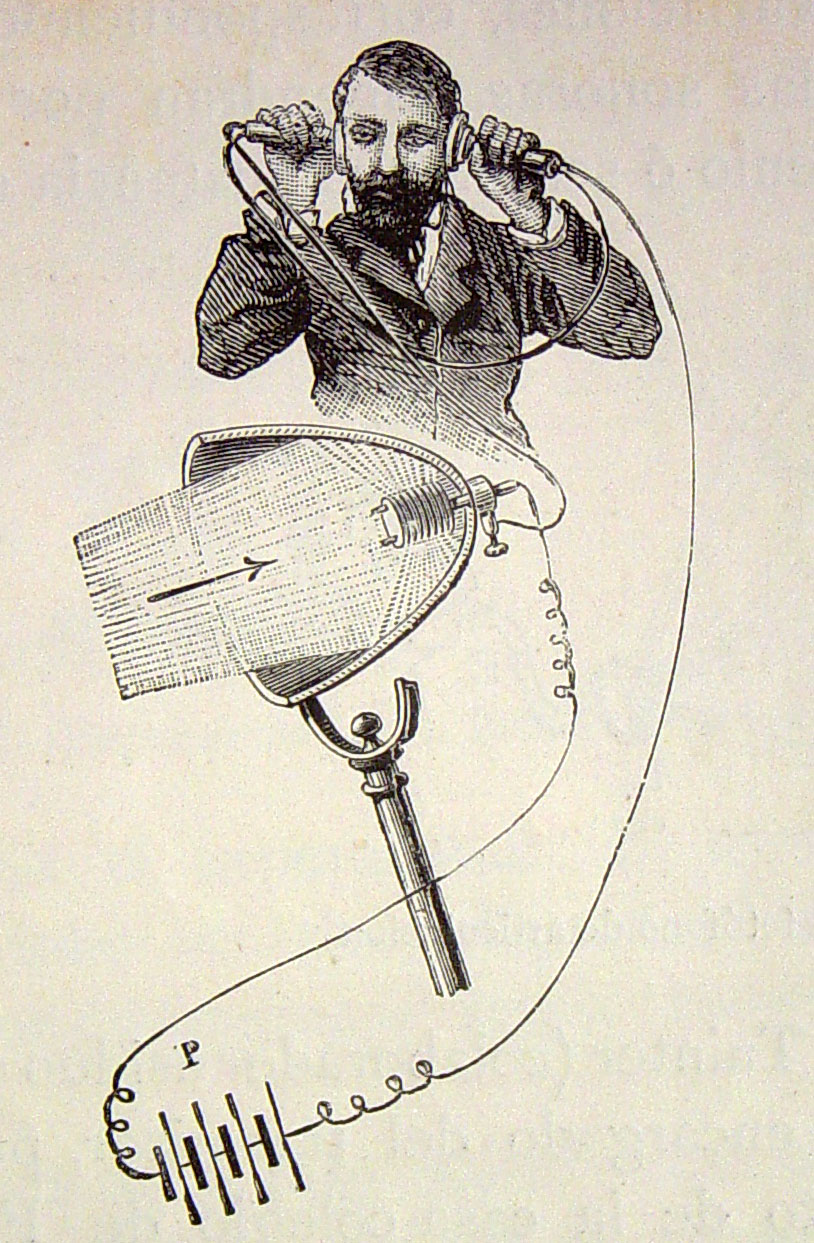
フォトフォンの受信機の図。変調された光（矢印）が放物線鏡で反射され、焦点に設置された受光器に集まる。受光器は電池（P）、イヤホン（両耳に当てている）と直列に接続され、受光器の電気抵抗の変化により回路を流れる電流が変化し、それがイヤホンで音に変換される。

ベルは、ヨーロッパに新婚旅行に行った際に、1878年4月25日に『ネイチャー』誌に掲載されたロバート・サビーンの論文で、「セレンに光を当てると抵抗値が変化する」という新発見の特性を知ったものとみられる。サビーンは、電池に接続されたセレンに光を当て、その効果を電流計で確認するという実験を行っていた。ベルは、電流計の代わりに電話の受話器を接続すれば、電流の変化を音として聞くことができると考えたのである。
ベルのかつての助手だったトーマス・A・ワトソンはベル電話会社の製造管理者として忙しかったので、ベルは1874年の金星の太陽面通過の観測に参加していた機器製造者のチャールズ・サムナー・テンターを週給15ドルで雇い、ワシントンD.C.のL通り1325番地に作った新しい研究所（ボルタ研究所）で実験を開始した。
1880年2月19日、2人はフォトフォンで音声を伝送することに成功した。金属製の格子を振動板に取り付け、音声に反応して格子が動くことで光のビームが遮断される仕組みだった。変調された光のビームがセレン製の受信機に当たると、ベルはヘッドフォンで、テンターが歌う『オールド・ラング・サイン』をはっきりと聞くことができた。
1880年4月1日、ワシントンD.C.で行われた実験では、ベルとテンターは、路地を約80メートル進んだ所から実験室の後部窓までの間での通信に成功した。6月21日には、太陽光を光源として、約213メートルの距離をクリアに通信することに成功した。エジソンによってアメリカに実用的な電気照明が導入されて間もない時期のことである。後者の実験は、送話管の先に設置された非常に薄い鏡の表面で太陽光を反射させ、言葉を話すと鏡が凸と凹の間で振動し、鏡の表面から受信機に反射する光の量が変わるというものであった。フランクリン・スクールの屋上にいたテンターが、研究室にいたベルにフォトフォンを使って話しかけ、ベルは要求された通りに窓から帽子を振ってテンターに合図した。受信機は、セレン受光器を焦点に設置した放物面鏡だった。
この実験は、世界初の無線電話であった。すなわち、最初の無線電話は光による通信であり、電波による音声送信が開発されたのはその19年後のことである。ベルとテンターは、フォトフォンのための光ビームの変調と復調の方法を50種類ほど考案し、その後、グラフォフォン（改良版蓄音機）の開発へと移っていった。

## 反応と採用
電話自体がまだ目新しいもので、電波も実用化には数十年かかるものだった。フォトフォンという未来的な通信形態に対する社会的な抵抗感は、1880年8月の『ニューヨーク・タイムズ』紙の論評にも表れている。
普通の人は、……太陽光線がどのように使われるのか理解するのは少し難しいだろう。ベル教授はボストンとケンブリッジを……電信柱に吊るした太陽光線で結ぶつもりなのか、もしそうなら、太陽光線の直径はどのくらいになるのか……（そして）天候に対して遮蔽する必要があるのか。……No.12の太陽光線のコイルを肩に担いで通りを歩き、電柱から電柱へと吊り下げる男を（一般の）人々が見るまでは、ベル教授のフォトフォンには、信じようとするには無理がある何かがあると一般的に感じられるだろう。
しかし、ベル自身はこの成果を非常に誇りに思っており、生まれたばかりの次女に「フォトフォン」と名付けようとして妻のメイベルに止められた。ベルは、父に宛てた手紙で、やや熱狂的に次のように書いている。
私は日光による明瞭なスピーチを聞いたことがある! 私は太陽の光線が笑い、咳をし、歌うのを聞いたことがある! ……私は影を聞くことができたし、太陽の円盤を横切って雲が通過するのを耳で聞いたことさえある。あなたはフォトフォンの祖父であり、私はこの成功の喜びを分かち合いたいのである。—アレクサンダー・グラハム・ベル、父アレクサンダー・メルヴィル・ベルに宛てた手紙。1880年2月26日
ベルは、フォトフォンが自分の発明の中で最も重要なものであると考えていた。ベルは生涯で、単独で18件、共同で12件の特許を取得しているが、そのうち4件がフォトフォンに関するものだった。ベルはフォトフォンを「自分の最高の業績」と称し、死の直前には記者に「（フォトフォンは私が）これまでに作った最大の発明であり、電話よりも素晴らしい」と語っている。
ベルは、1880年5月にフォトフォンの知的財産権をベル電話会社に譲渡した。ベルは、自分の発明したフォトフォンが、船で使われたり、大通りに張り巡らされる電話線を置き換えるものになることを期待していたが、フォトフォンは光の伝達を容易に妨げる雲・霧・雨・雪などの干渉から通信を保護することができなかった。天候や光の不足などの要因で、ベルの発明は実用化されなかった。ベルシステムの研究所では、高価な従来の電話回線を補完したり、代替したりすることを目的に、フォトフォンの改良を続けていた。最初に実験以外で使われたのは、第一次大戦・第二次大戦中の軍用通信システムで、光を使った通信は敵に傍受されないという大きな利点があった。
ベルは、人工的な光源、恒星、黒点のスペクトル分析へのフォトフォンの利用も考えていた。レーザーや光ファイバーによる通信までは予想していなかったが、次のように、将来的な応用の可能性についても推測していた。
この発明の未来を想像してみてください!....  伝導線を使わずに、目に見える距離まで光で話すことができる.... 一般的な科学の分野では、フォトフォンによって、今では想像もつかないような発見がなされるだろう。

## その後の開発

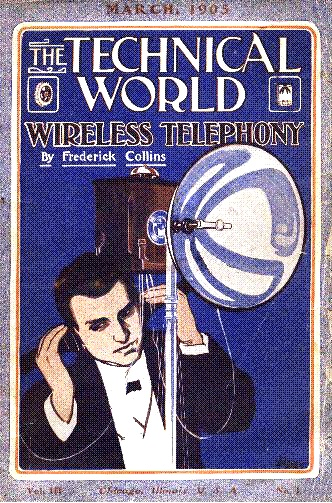
『テクニカル・ワールド』誌1905年3月号の表紙。自身が改良したフォトフォンで受信した音声を聞くエルンスト・ルーマー

ベル電話会社の研究者たちは、ベルとテンターの設計にいくつかの改良を加えたが、グリエルモ・マルコーニが発明した電波による無線通信は、1897年にはフォトフォンの最大到達距離をはるかに超え、20世紀に入ると、ドイツ・オーストリアでの実験が始まるまで、フォトフォンのさらなる研究はほとんどされなくなった。
ドイツの物理学者エルンスト・ルーマーは、自身の改良により感度が向上したセレン受光器と、優れた受信能力を持つH・T・シモン教授の「スピーキングアーク」とを組み合わせれば、フォトフォンでより長距離の信号伝達が可能になると考えた。ルーマーは、1901年から1902年にかけて、ハーフェル川沿いとヴァン湖で実験を行った。ルーマーの報告によると、良好な条件下での送信距離は15キロメートルに達し、日中でも夜間でも同じように成功したという。ルーマーは1904年までベルリン周辺で実験を続け、送信用に高出力のサーチライトを提供したドイツ海軍と協力していた。
ドイツのジーメンス・ウント・ハルスケ社は、電流変調型のカーボンアークランプを使用してフォトフォンの送信距離を約8キロメートルまで伸ばした。同社はドイツ海軍のためにこの装置を商業的に生産し、さらに、音声変調された船のサーチライトを使って送信距離を11キロメートルにまで伸ばした。
第一次世界大戦中のイギリス海軍の研究により、1916年に振動鏡式変調器が開発された。1917年には、旧式のセレン受光器に代わって、赤外線に対する感度が高い輝水鉛鉱受光器が開発された。また、アメリカとドイツの政府もベルのシステムの技術的な改良に取り組んだ。
1935年には、ドイツのカール・ツァイス社がドイツ陸軍の戦車大隊用に赤外線フォトフォンの製造を開始していた。これは、タングステンランプに赤外線フィルターを装着し、鏡やプリズムを振動させて変調させる方式を採用していた。また、硫化鉛の受光器と増幅器を使った受信機を使用し、最適な条件の下では14キロメートルの送信距離を実現していた。1945年以前には、日本軍やイタリア軍も同様に光波通信の開発を試みていた。
アメリカをはじめとするいくつかの軍の研究所では、1950年代に入ってもフォトフォンの研究開発が続けられ、500 - 2,000ワットの出力の高圧蒸気ランプや水銀アークランプを使った実験が行われた。

## 関連文献
- Chris Long and Mike Groth's optical audio telecommunications webpage
- Ackroyd, William. "The Photophone" in "Science for All", Vol. 2 (R. Brown, ed.), Cassell & Co., London, circa 1884, pp. 307–312. A popular account, profusely illustrated with steel engravings.
- Armengaud, J. " Le photophone de M.Graham Bell". Soc. Ing. civ. Mem., year 1880, Vol 2. pp. 513–522.
- AT&T Company. "The Radiophone", pamphlet distributed at Louisiana Purchase Exhibition, St Louis, Missouri, 1904. Describes the photophone work of Hammond V Hayes at the Bell Labs (patented 1897) and the German engineer H T Simon in the same year.
- Bell, Alexander Graham. "On the Production and Reproduction of Sound by Light: the Photophone". Am. Ass. for the Advancement of Sci., Proc., Vol 29., October 1880, pp. 115–136. Also in American Journal of Science, Series 3. No. 20, 1880, pp. 305–324; Eng. L., 30. 1880, pp. 240–242; Electrician, Vol 5. 1880, pp. 214–215, 220–221, 237; Journal of the Society of Telegraph Engineers, No. 9, 1880, pp. 404–426; Nat. L., Vol 22. 1880, pp. 500–503; Ann. Chim. Phys., Serie 5. Vol 21. 1880, pp. 399–430; E.T.Z., Vol. 1. 1880, pp. 391–396. Discussed at length in Eng. L., Vol 30. 1880, pp. 253–254, 407–409. In these papers, Bell accords the credit for the first demonstrations of the transmission of speech by light to a Mr A C Brown of London "in September or October 1878".
- Bell, Alexander Graham. "Sur l'application du photophone a l'etude des bruits qui ont lieu a la surface solaire". C. R., Vol. 91. 1880, pp. 726–727.
- Bell, Alexander Graham. "Professor A G Bell on Selenium and the Photophone". Pharm. J. and Trans., Series 3. Vol. 11., 1880–1881, pp. 272–276; The Electrician No 5, 18 September 1880, pp 220–221 and 2 October 1880 pp 237; Nature (London) Vol 22, 23 September 1880, pp. 500–503; Engineering Vol 30, pp 240–242, 253, 254, 407–409; and Journal of the Society of Telegraph Engineers Vol 9, pp 375–387.
- Bell, Alexander Graham. "Other papers on the photophone" E.T.Z. No. 1, 1880, pp 391–396; Journal of the Society for the Arts 1880, No. 28, pp 847–848 & No. 29 pp 60–62; C.R. No. 91, 1880–1881, pp 595–598, 726, 727, 929–931, 982, 1882 pp 409–412, 450, 451, 1224–1227.
- Bell, Alexander Graham. "Le Photophone De La Production Et De La Lumiere". Gauthier-Villars, Imprimeur-Libraire, Paris. 1880. (Note: this is item #26, Folder #4, as noted in "Finding Aid for the Alexander Graham Bell Collection, 1880–1925", Collection number: 308, UCLA Library, Department of Special Collections Manuscripts Division, as viewable at the Online Archive of California)
- "Bell's Photophone". Nature Vol 24, 4 November 1880; The Electrician, Vol. 6, 1881, pp. 136–138.
- Appleton's Journal. "The Photophone". Appleton's Journal, Vol. 10 No. 56, New York, February 1881, pp. 181–182.
- Bidwell, Shelford. "The Photophone". Nature., 23. 1881, pp. 58–59.
- Bidwell, Shelford. "Selenium and Its Applications to the Photophone and Telephotography". Proceedings of the Royal Institution (G.B.), Vol 9. 1881, pp. 524–535; The English Mechanic and World Of Science, Vol. 33, 22 April 1881, pp. 158–159 and 29 April 1881 pp. 180–181. Also in Chem. News, Vol. 44, 1881, pp. 1–3, 18–21. (From a lecture at the Royal Institution on 11 March 1881).
- Breguet, A. "Les recepteurs photophoniques de selenium". Ann. Chim. Phys., Series 5. Vol 21. 1880, pp. 560–563.
- Breguet, A. "Sur les experiences photophonique du Professeur Alexander Graham Bell et de M. Sumner Tainter": C.R.; Vol 91., 1880, pp 595–598.
- Electrician. "Bell's Photophone", Electrician, Vol. 6, February 5, 1881, pp. 136–138,183.
- Jamieson, Andrew. Nat. L., Vol. 10, 1881, p. 11. This Glasgow scientist seems to have been the first to suggest the usage of a manometric gas flame for optical transmission, demonstrated at a meeting of the Glasgow Philosophical Society; "The History of selenium and its action in the Bell Photophone, with description of recently designed form", Proceedings of the Philosophical Society of Glasgow No. 13, 1881, ***Moser, J. "The Microphonic Action of Selenium Cells". Phys. Soc., Proc., Vol. 4, 1881, pp. 348–360. Also in Phil. Mag., Series 5, Vol.12, 1881, pp. 212–223.
- Kalischer, S. "Photophon Ohne Batterie". Rep. f. Phys., Vol. 17., 1881, pp. 563–570.
- MacKenzie, Catherine "Alexander Graham Bell", Houghton Mifflin Company, Boston, p. 226, 1928.
- Mercadier, E. "La radiophonie indirecte". Lumiere Electrique, Vol. 4, 1881, pp. 295–299.
- Mercadier, E. "Sur la radiophonie produite a l'aide du selenium". C. R., Vol. 92, 1881, pp. 705–707.
- Mercadier, E. "Sur la construction de recepteurs photophoniques a selenium". C. R., Vol. 92, 1881, pp. 789–790.
- Mercadier, E. "Sur l'influence de la temperature sur les recepteurs radiophoniques a selenium". C. R., Vol. 92, 1881, pp. 1407–1408.
- Molera & Cebrian. "The Photophone". Eng. L., Vol. 31, 1881, p. 358.
- Preece, Sir William H. "Radiophony", Engineering Vol. 32, 8 July 1881, pp. 29–33; Journal of the Society of Telegraph Engineers, Vol 10, 1881, pp. 212–228. On the photophone.
- Rankine, A.O. "Talking over a Sunbeam". El. Exp. (N. Y.), Vol. 7, 1920, pp. 1265–1316.
- Sternberg, J.M. The Volta Prize of the French Academy Awarded to Prof. Alexander Graham Bell: A Talk With Dr. J.M. Sternberg, The Evening Traveler, September 1, 1880, The Alexander Graham Bell Papers at the Library of Congress
- Thompson, Silvanus P. "Notes on the Construction of the Photophone". Phys. Soc.Proc., Vol. 4, 1881, pp. 184–190. Also in Phil. Mag., Vol. 11, 1881, pp. 286–291. Abstracted in Chem. News, Vol. 43, 1881, p. 43; Eng. L., Vol. 31, 1881, p. 96.
- Tomlinson, H. "The Photophone". Nat. L., Vol. 23, 1881, pp. 457–458.
- U.S. Radio and Television Corp. "Ultra-violet rays used in Television", New York Times, 29 May 1929, p. 5: Demonstration of transmission of a low definition (mechanically scanned) video signal over a modulated light beam. Terminal stations 50 feet apart. Public demonstration at Bamberger and Company's Store, Newark, New Jersey. Earliest known usage of modulated light comms for conveying video signals. See also report "Invisible Ray Transmits Pictures" in Science and Invention, November 1929, Vol. 17, p. 629.
- White, R.H. "Photophone". Harmsworth's Wireless Encyclopaedia, Vol. 3, pp. 1541–1544.
- Weinhold, A. "Herstellung von Selenwiderstanden fur Photophonzwecke". E.T.Z., Vol. 1, 1880, p. 423.